# Flames of the Flesh
Flames of the Flesh è un film muto del 1920 diretto da Edward LeSaint. Prodotto e distribuito dalla Fox Film Corporation, aveva come interpreti Gladys Brockwell, William Scott, Harry Spingler, Ben Deeley, Charles K. French, Louis Fitzroy, Rosita Marstini, Josephine Crowell, Nigel De Brulier, Louise Emmons. Il soggetto, a firma di Forrest Halsey e Clara Beranger, fu sceneggiato da Dorothy Yost.

## Trama
Rimasta ferita dal tradimento e dall'abbandono del suo amante, Candace tenta il suicidio. Viene salvata dall'intervento di Charles Boardman che poi la porta con sé a Parigi. Lì, Candace viene accolta da madame Binnat, una famosa cortigiana, che la prende sotto la sua tutela e che la fa diventare una delle più seducenti donne di Francia sotto il nome di Laure. Per lei, spinta ormai dall'odio verso tutti gli uomini, è giunta l'ora di prendersi la vendetta contro questi ultimi. A soccombere al suo fascino è, per primo, Charles Eastcoat, figlio di un milionario americano. A cercare di strapparlo alla sua malefica influenza, interviene Bruce, il fratello maggiore, ma anche questi deve cedere alla seduttrice. Dagli Stati Uniti giunge Simon, il padre dei due giovani: Laure riconosce il lui l'uomo che l'ha tradita. La donna, però, si accorge di essersi innamorata di Bruce e, non volendo più nuocere all'uomo amato, preferisce uccidersi con il veleno, rinunciando così alla vendetta.

## Produzione
Il film fu prodotto dalla Fox Film Corporation.

## Distribuzione
Il copyright del film, richiesto da William Fox, fu registrato il 4 gennaio 1920 con il numero LP14610.
Distribuito dalla Fox Film Corporation, il film uscì nelle sale cinematografiche statunitensi nel gennaio 1920. In Francia, fu distribuito l'8 aprile 1921 con il titolo À ton bonheur.
Non si conoscono copie ancora esistenti della pellicola che viene considerata presumibilmente perduta.